# Glatzer
De Glatzer of Glatzer Schneeberg , ter plaatse ook Grulicher- of Spieglitzer Schneeberg genoemd (Pools: Śnieżnik Kłodzki, Tsjechisch: Králický Sněžník) is met 1425 meter de hoogste berg van de Glatzer Schneebergen in het westelijk deel van Oost-Sudeten.
De staatsgrens tussen Polen en Tsjechië loopt precies over de kam. De berg dankt zijn naam aan het feit dat hij wel 8 maanden per jaar met sneeuw bedekt kan zijn.
Het hogere deel van de berg is met Alpiene vegetatie bedekt en de boomgrens bevindt zich op ongeveer 1.200 meter hoogte.

## Trivia
- De Moravarivier ontspringt op de berg, aan de Tsjechische zijde.